# Cathédrale de la Résurrection-du-Christ de Wilmersdorf
Pour les articles homonymes, voir Cathédrale de la Résurrection-du-Christ.
 (février 2025).
La cathédrale de la Résurrection-du-Christ (en allemand : Christi-Auferstehungs-Kathedrale ; en russe : кафедральный Свято-Воскресенский собор) est une petite cathédrale russe orthodoxe située au bord du Hohenzollerndamm à Wilmersdorf, quartier de l'arrondissement de Charlottenbourg-Wilmersdorf de Berlin.
La cathédrale a été construite entre 1936 et 1938 d'après les plans de Karl Schellberg dans le Hohenzollerndamm, à proximité de l'ancienne cathédrale russe. Les offices y sont célébrés en slavon.

## Historique

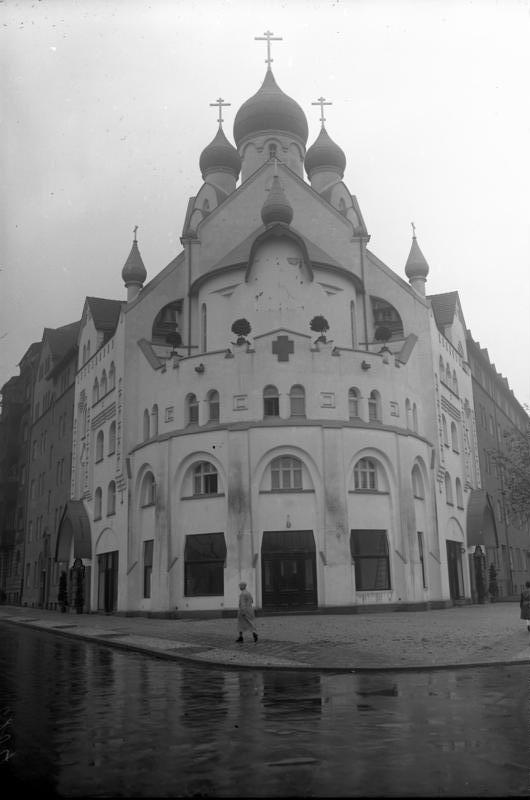
L'ancienne cathédrale russe en 1929.

L'éparchie (diocèse pour les orthodoxes) russe-orthodoxe d'Allemagne est fondée en 1921 pour regrouper les émigrés russes ayant fui en Allemagne la révolution d'Octobre en Russie. Une première église-cathédrale est construite à Berlin en 1923-1929, à la Fehrbelliner Platz (à l'angle du Hohenzollerndamm et de la Ruhrstraße), mais la paroisse tombe en faillite à cause de la grande inflation de 1929 et elle doit vendre l'édifice tout neuf, transformé ensuite en hôtel. La cathédrale actuelle est construite sept ans plus tard.

## Environnement orthodoxe en Allemagne et à Berlin
En 1992, il existait douze paroisses orthodoxes russes en Allemagne et en 2012, elles sont au nombre de soixante-cinq.
Il existe plusieurs églises orthodoxes russes à Berlin : l'église du cimetière russe-orthodoxe de Berlin dans le quartier de Tegel, première église russe-orthodoxe de la capitale, construite en 1893 ; l'église de l'Intercession-de-la-Mère-de-Dieu, située depuis 2008 à Charlottenburg ; l'église Saint-Isidore-de-Rostov, fondée en 2007 dans le quartier de Lankwitz (paroisse germanophone dépendant du patriarcat de Moscou). La paroisse Saint-Vladimir est accueillie quant à elle à la paroisse luthérienne de l'Alt-Marzahn-Kirche, jusqu'à la construction envisagée de sa propre église. La chapelle privée, placée sous le vocable de saint Serge de Radonège, du siège de l'éparchie se trouve dans la Wildensteiner Straße (quartier de Karlshorst).
L'église russe la plus ancienne (1826-1829), l'église Saint-Alexandre-Nevsky, se trouve à Potsdam à côté de Berlin.

## Référence
1. ↑  (ru) Елена Прокопчук et Протоиерей Леонид Цыпин, « ПРАВОСЛАВИЕ В ГЕРМАНИИ » [« Les orthodoxes en Allemagne »], sur irbits.eu (consulté le 26 janvier 2021).